# Споменик Филипу Вишњићу (Лозница)
Споменик Филипу Вишњићу се налази у Лозници, на месту некадашњег Лозничког града, у непосредној близини цркве Покрова Пресвете Богородице и ОШ „Анта Богићевић”.
Скулптура је постављена 1995. године, рад је Дринке Радовановић, вајара. Споменик је висине 2,7m, урађен у бронзи, представља Филипа Вишњића, у седећем ставу са гуслама у рукама.